# Asterix i Kleopatra
Asterix i Kleopatra je 6. knjiga u seriji stripova koju su nacrtali René Goscinny i Albert Uderzo. Prvi put je izašla 1963. Strip je pretvoren u animirani film 1968., ali i 2002. u film Asterix i Obelix: Misija Kleopatra u kojem je Monica Bellucci glumila Kleopatru. 

## Sinopsis
Album započinje svađom Kleopatre i Cezara u kojoj Cezar pokušava pobiti uspjehe i veličanstvenost Drevnog Egipta. Kleopatra se kladi s Cezarom: ako njen narod ne uspije sagraditi veličanstvenu palaču u Aleksandriji u roku od 3 mjeseca, priznat će poraz i pobjedu Rimskog Carstva. Kleopatra angažira Edifa koji odlazi u Galiju i traži pomoć od Asterixa, Obelixa i Čudomixa. Oni kreću u Egipat brodom, na putu susreće pirate, ali ih oni ne usporavaju. Tu je Artifis kojem je jedini cilj usporiti i degradirati Edifa. To mu naravno ne uspijeva, sve završava sretno, Asterix i Obelix dolaze u svoje selo i tamo im se priprema zabava. 
Ovo je jedina epizoda gdje Obelix pije čarobni napitak.